# Pseudochromis mooii
Pseudochromis mooii är en fiskart som beskrevs av Gill 2004. Pseudochromis mooii ingår i släktet Pseudochromis och familjen Pseudochromidae. Inga underarter finns listade i Catalogue of Life.